# 伊藤綾香
伊藤 綾香（いとう あやか、1988年10月12日 - ）は、第25期圭三塾出身の圭三プロダクション所属のタレント。

## 経歴・人物
田園調布雙葉小学校附属幼稚園、田園調布雙葉小学校、田園調布雙葉中学校・高等学校、白百合女子大学文学部フランス語フランス文学科を卒業。
大学卒業後、22期トヨタアムラックスミレルとしてトヨタのショールームで勤務していたが、話す仕事を諦められなくなり、圭三プロダクションに所属。様々なテレビなどCMを経験出演。

## 趣味・特技
特技はバレーボール、ものまね、趣味は茶道、歌舞伎観劇、水族館。

## 出演番組
- こんにちは荒川区 (TCNマイチャンネルあらかわ、リポーター）

## 過去の出演番組
- Tokyoほっと情報（テレビ東京）
- news every.（日本テレビ、リポーター）
- なないろ日和（テレビ東京、リポーター）
- 7スタライブ（テレビ東京）
- 競馬展望プラス・関東編（アシスタント、首都圏トライアングル）
- かながわ旬菜ナビ（2016年4月 - 2020年3月29日、tvk）- 4代目旬菜キャッチャー